# Ugo Ihemelu
Ugo Ihemelu, właśc. Ugochukwu Ihemelu (ur. 3 kwietnia 1983 w Enugu) – amerykański piłkarz pochodzenia nigeryjskiego występujący na pozycji obrońcy.

## Kariera klubowa
Ihemelu urodził się w Nigerii, ale jako dziecko emigrował z rodziną do Stanów Zjednoczonych. W 2001 roku rozpoczął karierę piłkarską w zespole SMU Mustangs z uczelni Southern Methodist University. W 2004 roku przeszedł do drużyny Legends FC z North Texas Premier Soccer Association. W 2005 roku poprzez MLS SuperDraft trafił do Los Angeles Galaxy. W MLS zadebiutował 10 kwietnia 2005 roku w wygranym 3:1 pojedynku z Realem Salt Lake. W tym samym roku zdobył z klubem MLS Cup.
W 2007 roku podpisał kontrakt z Colorado Rapids, również z MLS. Pierwszy ligowy mecz zaliczył tam 7 kwietnia 2007 roku przeciwko DC United (2:1). 14 października 2007 roku w wygranym 2:1 spotkaniu z CD Chivas USA strzelił pierwszego gola w MLS. W Colorado spędził 2,5 sezonu.
Latem 2009 roku Ihemelu odszedł do FC Dallas (MLS) w zamian za Drew Moora, miejsce w MLS SuperDraft 2010 oraz pieniądze. Zadebiutował tam 6 września 2009 roku w zremisowanym 2:2 ligowym meczu z DC United. W 2013 zakończył karierę.

## Kariera reprezentacyjna
W reprezentacji Stanów Zjednoczonych Ihemelu zadebiutował 29 stycznia 2005 roku w wygranym 5:0 towarzyskim meczu z Norwegią.